# Haskew Beck
Der Haskew Beck ist ein Wasserlauf im Lake District, Cumbria, England.
Der Haskew Beck entsteht als Abfluss des Haskew Tarn an dessen Westseite. Er fließt in nördlicher Richtung bis zu seiner Mündung in den Swindale Beck.